# 해산
해산(海山) 또는 해저산(海底山)은 해저에서 1000m 이상 솟은 산을 말한다.

## 개요
해저에 고립한 1000m 이상의 산으로서 대부분의 경우 화산이다. 해산은 일반적으로 규모가 작지만, 대서양의 메테오르 해산은, 그 기저(基底)의 지름이 110km나 된다. 해산은 모든 대양에 존재하며, 태평양에는 1400 남짓한 해산이 분포하고 있다. 그러나 이 숫자는 전체의 10% 정도에 지나지 않고 나머지는 아직 발견되지 않은 것으로 생각된다. 정상(頂上)이 편평한 해산을 평정(平頂)해산(기요)이라 한다. 평정해산의 꼭대기는 옛날의 화산도(火山島)가 파도에 깎여서 편평해진 것으로 간주되고 있다. 5000m 가량의 심해저에서 3000m 정도의 높이로 솟아 있는 평정해산의 꼭대기에서 백악기(白堊紀)의 천해성(淺海性) 화석이 발견되고 있다. 따라서 평정해산은 백악기 이후에 침강한 것이다. 해산의 산복(山腹)을 따라, 영양분이 풍부한 심층수(深層水)가 솟아나오기 때문에, 해산이 있는 곳은 좋은 어장이 된다.

## 같이 보기
- 수심 측량
- 열점
- 해양보호구역
- 이화산
- 해구
- 해저화산
- 돌출높이
- 화산섬